# ریش‌پری نرم‌مو
ریش‌پری نرم‌مو (نام علمی: Pennisetum villosum)، گونه‌ای از گیاهان گل‌دار از خانواده علف گندمیان است که با نام رایج علف‌ بالاپر یا فقط بالاپر شناخته می‌شود. این گیاه بومی شمال‌شرقی آفریقا و بخش‌هایی از شبه‌جزیره عربستان است و در جاهای دیگر به‌عنوان گیاه زینتی می‌روید. گاهی می‌توان آن را در حال رشد وحشی در جایی که از کشت فرار کرده است یافت.

## شرح گیاه
این یک علف چندساله است که به‌صورت توده‌های زمین‌ساقه رشد نموده و ساقه‌های ایستاده تا حدود ۷۵ سانتی‌متر را تولید می‌کند. گل آذین خوشه‌ای (Panicle) از سنبلچه‌های خوشه‌ای است که توسط توده‌ای ابر مانند از پرزهای سفید مویچه‌ای به‌طول تا ۵ سانتی‌متر احاطه شده است.

## نام علمی
نام خاص لاتین ویلوسوم (villosum) به معنای "با موهای نرم" است.
در آب و هوای معتدل در نواحی معتدل یا ساحلی مقاوم است، جایی که دما خیلی زیر صفر نمی‌رسد. به طور متناوب، اغلب به‌صورت گیاه یک‌ساله رشد می‌کند. این گیاه جایزه شایستگی باغبانی انجمن سلطنتی باغبانی را به‌دست آورده است.